# Grzybówka cytrynowa

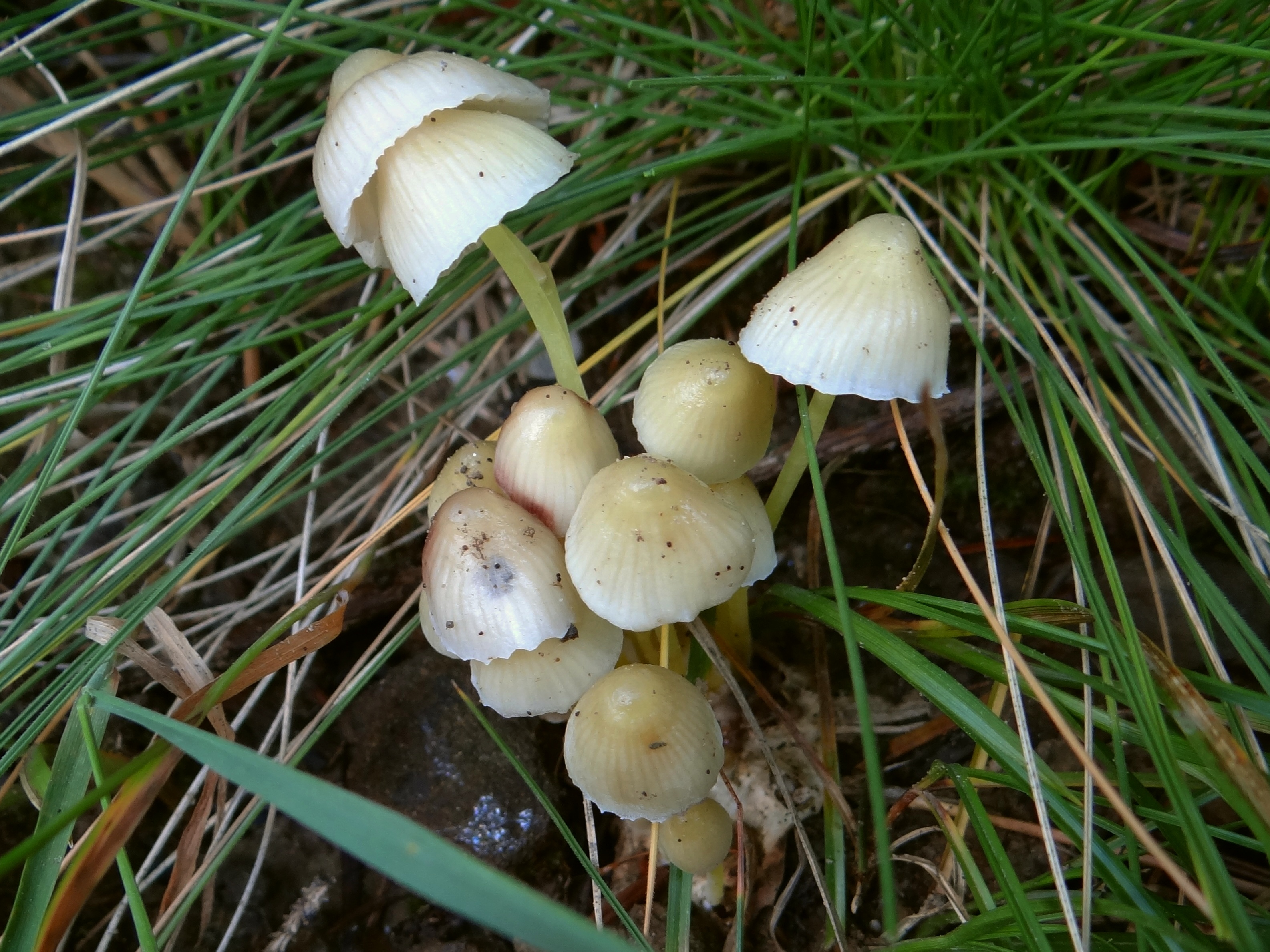

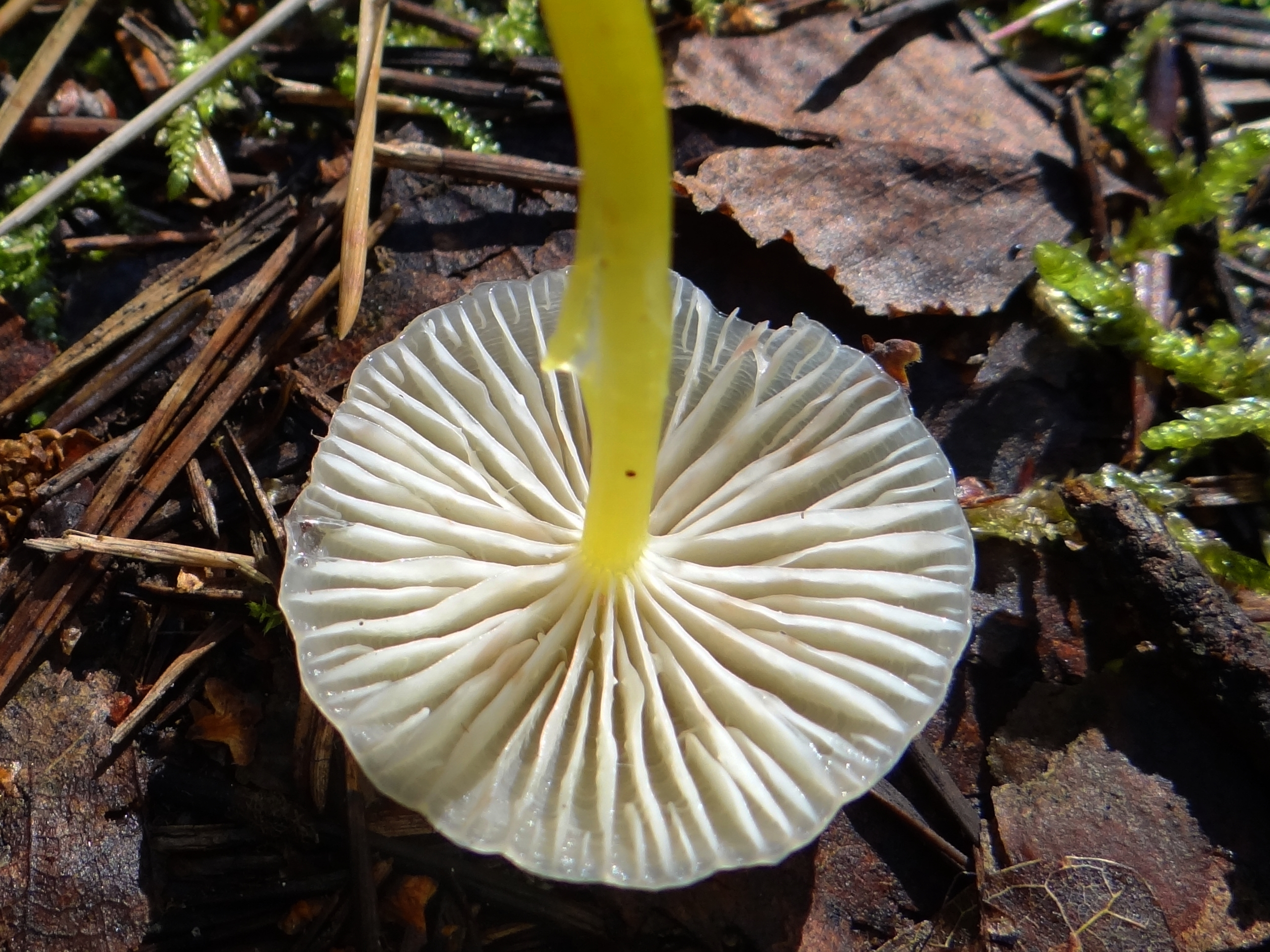

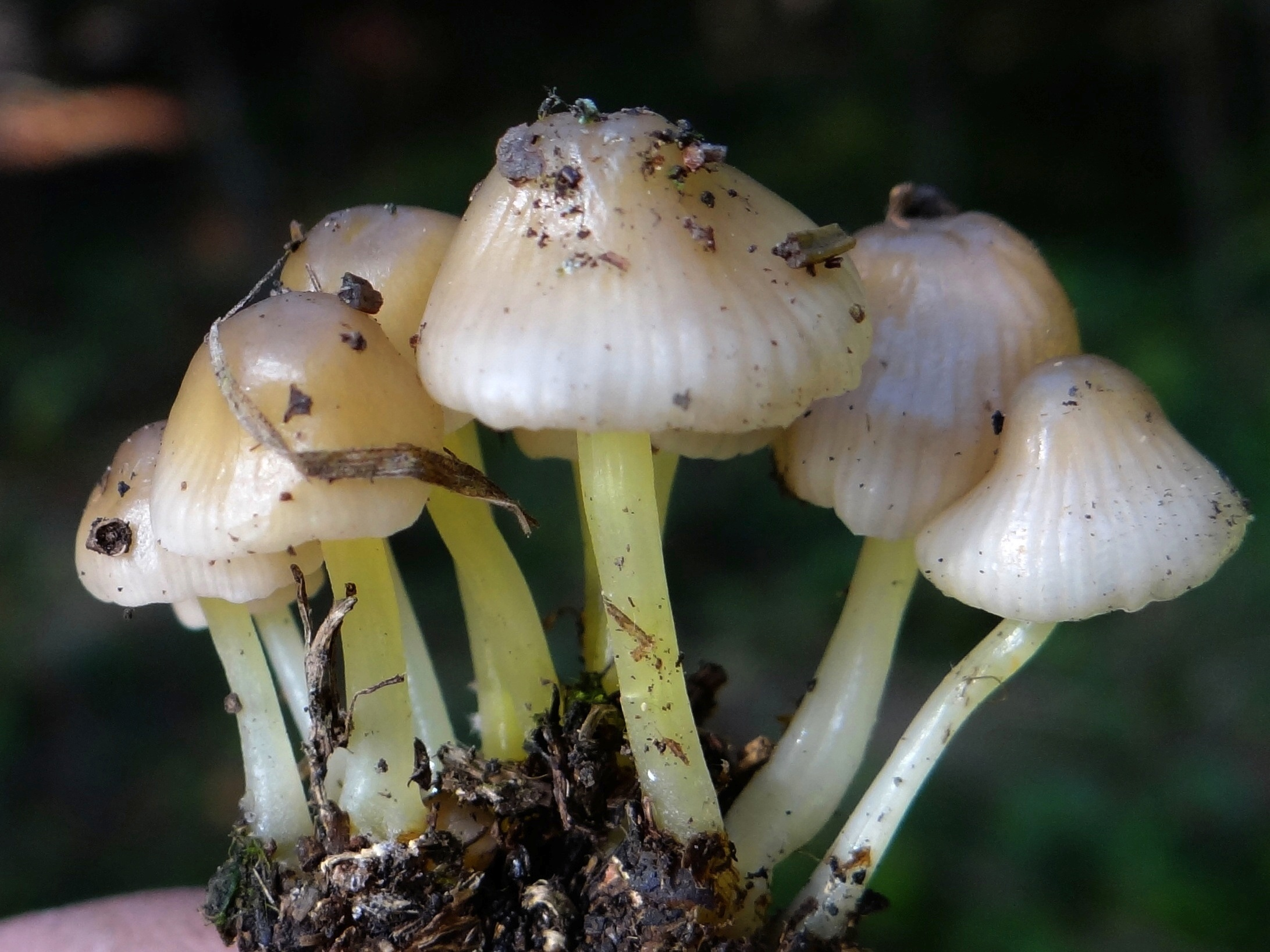

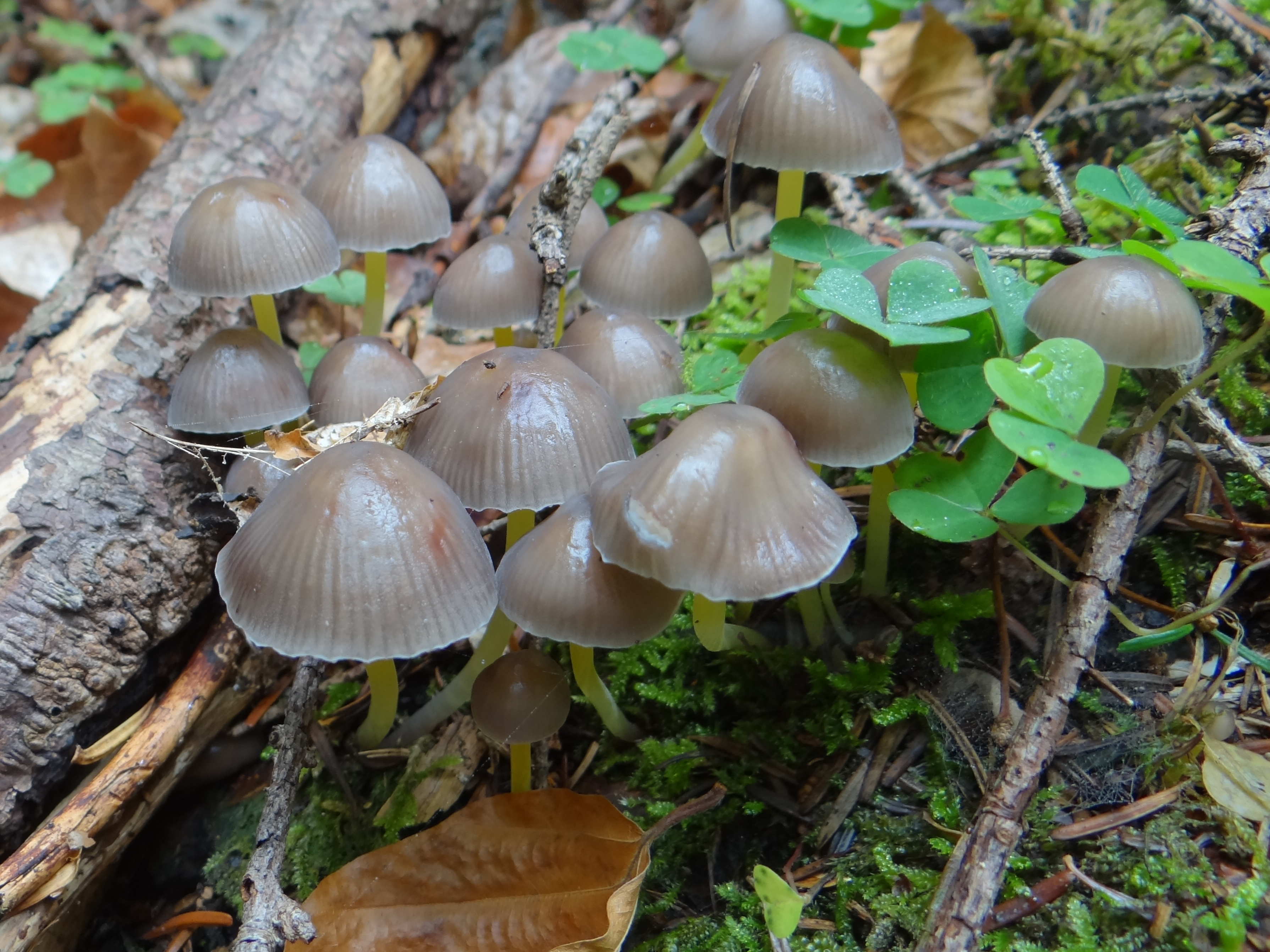
Na kapeluszu często występują brązowe plamy

Grzybówka cytrynowa (Mycena epipterygia (Scop.) Gray) – gatunek grzybów należący do rodziny grzybówkowatych (Mycenaceae). 

## Systematyka i nazewnictwo
Pozycja w klasyfikacji według Index Fungorum: Mycena, Mycenaceae, Agaricales, Agaricomycetidae, Agaricomycetes, Agaricomycotina, Basidiomycota, Fungi.
Gatunek Mycena epipterygia został zdiagnozowany taksonomicznie jako Agaricus epipterygius przez Joannesa Scopoliego w drugim tomie "Flora carniolica" z 1760 r. Do rodzaju Mycena został przeniesiony przez Samuela Graya w "Natural Arrangement of British Plants" w 1821 r. Wyróżniono wiele odmian grzybówki cytrynowej, jednak według Index Fungorum są to tylko synonimy.
Niektóre synonimy naukowe:

- Agaricus epipterygius Scop. 1772
- Mycena citrinella (Pers.) P. Kumm. 1871
- Mycena citrinella var. candida (Weinm.) Gillet 1876
- Mycena epipterygia var. agnicola A.H. Sm. 1947
- Mycena epipterygia var. atroviscosa Malençon 1961
- Mycena epipterygia var. badiceps M. Lange 1955
- Mycena epipterygia var. brunneola J. Favre 1960
- Mycena epipterygia var. cespitosa Thiers 1958
- Mycena epipterygia var. candida (Weinm.) Bon & P. Roux 1997
- Mycena epipterygia var. domingensis Lodge 2004
- Mycena epipterygia (Scop.) Gray 1821, var. epipterygia
- Mycena epipterygia var. fuscopurpurea (Arnolds) Maas Geest. 1989
- Mycena epipterygia var. lignicola A.H. Sm. 1947
- Mycena epipterygia var. nutans (Sowerby) Gray 1821
- Mycena epipterygia var. pelliculosa (Quél.) Maas Geest. 1980
- Mycena epipterygia var. rubescens L. Remy 1965
- Mycena epipterygia var. sophia Hadjist. & Grund 1985
- Mycena epipterygia var. splendidipes (Peck) Maas Geest. 1989
- Mycena epipterygia var. viscosa (Secr. ex Maire) Ricken 1915
- Mycena flavipes (Sibth.) Gray 182)
- Mycena plicatocrenata (Fr.) Gillet 1876
- Mycena splendidipes Peck 1914
- Mycena viscosa Secr. ex Maire 1910
- Prunulus epipterygius (Scop.) Murrill 1916
- Prunulus splendidipes (Peck) Murrill 1916

Nazwę polską podał  Franciszek Błoński w 1889 r. W polskim piśmiennictwie mykologicznym gatunek ten opisywany był także jako: bedłka cytrynowa, bedłka skrzydlasta, grzybówka skrzydlasta. 

## Morfologia
Kapelusz
Średnica 1–3 cm, początkowo dzwonkowaty, później dzwonkowato-łukowaty i zazwyczaj z płaskim garbem. Prześwitują paseczki blaszek. Brzeg ząbkowany. Powierzchnia gładka, promieniście żłobiona, lepka i śliska. Ma bardzo zróżnicowaną barwę; żółto-zielonkawą,  żółto-brązową, zielonkawą, ochrową lub szaro-żółtawą. Szczyt kapelusza ciemniejszy od brzegów. higrofaniczny – w stanie suchym białawy. U dojrzałych owocników czasami pokryty jest brązowymi plamkami. Po uciśnięciu odbarwia się na brązowoczerwono. Skórka jest gumowata, łatwo daje się ściągnąć z całego kapelusza. 
Grzybówka cytrynowa cechuje się dużą rozmaitością form ubarwienia. W Polsce oprócz formy typowej opisano dwie odmiany: zielonotrzonową (var. epipterygioides) i nadrzewną (var. viscosa). 
Hymenofor
Blaszkowy, blaszki białawe lub szarawe, niekiedy z brązowawymi plamkami, szeroko przyrośnięte lub zbiegające na trzon, o regularnej tramie. Ostrza blaszek galaretowate i łatwo oddzielające się.
Trzon
Wysokość 3–8 cm, grubość 1–3 mm, walcowaty, wewnątrz pusty, gładki, śliski, barwy żółtawej lub zielono-żółtawej. Podobnie jak kapelusz pokryty jest śliską i łatwo dająca się oddzielić skórką. U młodych owocników cała powierzchnia jest omączona, u starszych tylko szczyt i podstawa trzonu.
Miąższ
Cienki, biały, o stęchłym smaku i zapachu nieco podobnym do zapachu ogórków.
Zarodniki
Elipsoidalne, o wymiarach 8–10 (do 12) × 4–5,5 (do 7) μm i gładkiej powierzchni, bez pory rostkowej. Wysyp zarodników biały, amyloidalny.

## Występowanie i siedlisko
Grzybówka cytrynowa występuje na wszystkich kontynentach z wyjątkiem Antarktydy. W Polsce jest  pospolita. 
Saprotrof rozwijający się w lasach iglastych i liściastych, na ziemi lub drewnie. Owocnikowanie trwa od sierpnia do listopada Często rośnie wśród mchów.

## Gatunki podobne
Mimo dużej różnorodności w ubarwieniu kapelusza grzybówka cytrynowa jest dość łatwa do odróżnienia; cechuje ją żółty trzon i galaretowata, łatwo ściągalna skórka kapelusza.